# Roar Strand
Roar Strand är en norsk fotbollsspelare, född i Trondheim den 2 februari 1970. Strand har under hela sin karriär spelat i Rosenborg BK, utom 1993 då han var utlånad till Molde FK.
Bland fansen i Trondheim är han en stor idol (han kallas "Supermann"), dels på grund av att han aldrig lämnat klubben till förmån för en större klubb och dels för sin mycket uppoffrande spelstil. Han har spelat över 100 matcher i europeiska turneringar, vilket är något av en topprestation. Han har också 16 serieguld vilket är bäst i Europa